# Doet-ie 't of doet-ie 't niet
Doet-ie 't of doet-ie 't niet  is een spelprogramma dat in februari 1988 bij de VARA begon. Het programma werd bedacht door Peter Jan Rens en uitgewerkt door John de Mol. Met de overstap van Rens naar RTL 4 in 1993, ging ook dit programma mee. De voorlopig laatste aflevering van het programma werd 1997 uitgezonden. Het programma keerde echter terug in 2024 met Ruben Nicolai als presentator.
In het programma stonden verschillende candid camera-filmpjes centraal. Hierin vroeg Rens voorbijgangers met hem mee te doen. In het begin speelde ook Christine van der Horst een rol bij deze filmpjes. Samen speelden ze dan bijvoorbeeld midden op straat brandweertje, dansten ze, of aten een dropveter. Ook waren er gewone candid camerafragmenten.
In de spelshow werd eerst een serie filmpjes met dezelfde situatie getoond, waarna één filmpje halverwege werd stopgezet. Aan de kandidaten werd vervolgens gevraagd over de persoon in het filmpje: "Doet-ie 't of doet-ie 't niet?". Deze vraag werd ook gesteld bij andere spellen in het programma.

## Formule
Aanvankelijk waren de deelnemers per show drie bekende Nederlanders, die voor een goed doel streden. Zij deden tevens iets in een genre wat het publiek niet van hen verwachtte. Zo zong bokser Pedro van Raamsdonk een lied samen met Het Goede Doel. Het bleek al snel dat deze formule opraakte.
Vanaf het tweede seizoen was het programma aangepast en deden alleen onbekende kandidaten mee, die in koppels streden. Verder bleven bekende Nederlanders verbonden aan het programma. Zo bevatte het programma nog steeds drie blokken met daarin een optreden. Met een bekend persoon werd tevens een spel gespeeld en was een BN'er vermomd als Mystery Guest die geraden moest worden. De kandidaten moesten dan zeggen of dit wel of niet lukte.
In het eerste seizoen bij RTL bleef het programma ongewijzigd. In 1994 veranderde er echter veel. Zo deden er 20 deelnemers mee met elk 24 supporters op de tribune. Het gehele publiek deed zo mee met het stemmen bij de filmpjes en spellen. Men stemde door een groene of een paarse ballon op te blazen. Groen was Ja en paars was Nee. De twee teams met de meeste juiste antwoorden streden uiteindelijk tegen elkaar in een finale. Dit concept bleek niet zo succesvol. Hierop werd het aantal kandidaten tot twee teruggedrongen met elk drie supporters. Zij konden bij de filmpjes extra geld voor "hun" kandidaat verdienen. Dit bleek veel beter aan te slaan.
In de versie van 2024 wordt echter hetzelfde concept gebruikt als in 1994, maar dan met drie vaste captains Leonie ter Braak, Jelka van Houten en Roué Verveer die ieder een tribune met 100 mensen aanvoeren die mogen stemmen op de filmpjes en de andere spellen. De ballonnen zijn in deze versie vervangen door stemkastjes. Ook de captains zelf stemmen hierbij en bij een goed antwoord wordt gekeken wie van de tribune het ook goed had en dan krijgt de betreffende captain dat aantal punten.
Finale
De uiteindelijke winnaar speelde een finalespel waarbij een rad met daarop twaalf speelkaarten centraal stond. De aas had hierbij de laagste waarde en de heer de hoogste. Hier moest de kandidaat vijf keer aan draaien. Hierbij moest telkens worden geraden of de volgende gedraaide kaart hoger of lager was dan de vorige kaart. Telkens als de kandidaat dit goed raadde won de kandidaat een prijs of werd een geldbedrag verdubbeld. Als de kandidaat echter een fout antwoord gaf raakte hij/zij alles kwijt en stopte het spel meteen. De kandidaat kreeg dan nog wel een waardebon als troostprijs.
In de versie van 2024 wordt geen finalespel meer gespeeld, maar krijgt het hele vak van de winnende captain een prijs.

## Internationaal
Vanaf 1991 werd het programma een samenwerking tussen de VARA en de BRT. Hierdoor had het programma zowel Vlaamse als Nederlandse kandidaten en filmpjes. In 1992 werd er door het Duitse RTL Television een seizoen Tut er's oder tut er es nicht? besteld. Het succes van het programma viel hier tegen, waardoor er geen vervolg kwam. Rond 1995 werd in Spanje een programma volgens het concept met 20 deelnemers uitgezonden als 'Si o No. Rond diezelfde tijd werden in zowel België als Duitsland nieuwe versies opgenomen volgens het format met twee kandidaten. Deze landen hadden een eigen presentator zoals komiek Ángel Garó in Spanje of zanger Bart Herman in België.

## Succes
Het programma won in 1989 de Gouden Televizier-Ring, een televisieprijs uitgereikt door de AVRO. Ook in de hierop volgende jaren blijft het programma populair. Zo ontvangt het programma in 1991 en 1992 de TROS Kompas TV Ster.

## Trivia
- In 2002 maakte Rens het quizprogramma Deelt-ie 't of deelt-ie 't niet voor SBS6. Hierin werd de titelmuziek en filmpjes van Doet-ie 't of doet-ie 't niet gebruikt.